# 阿尔安夫拉
阿尔安夫拉，是西班牙卡斯蒂利亚-拉曼恰雷阿尔城省的一个市镇。 总面积580平方公里，总人口1220人（2001年），人口密度2人/平方公里。